# Batracomorphus chlorophana
Batracomorphus chlorophana är en insektsart som beskrevs av Melichar 1903. Batracomorphus chlorophana ingår i släktet Batracomorphus och familjen dvärgstritar. Inga underarter finns listade i Catalogue of Life.